# Збіґнєв з Бжезя
Збіґнєв з Бжезя (пол. Zbigniew z Brzezia) — польський державний і військовий діяч, дипломат, великий маршалок коронний (1399—1425), староста краківський (1409—1410), лелювський, добжинський (1412—1413).  

## Життєпис
Збіґнєв з Бжезя походив з польського шляхетського роду герба «Задора» з села Бжезє. Старший син великого маршалка коронного Пшедбора з Бжезя (пом. 1387/1388), якому у 1370 році Казимир III Великий дарує маєтки у Водзіславі та навколишніх землях.
Збіґнєв з Бжезя був соратником польського короля Владислава II Ягайло, від його імені їздив з посольством до імператора Священної Римської імперії і короля Угорщини Сиґізмунда Люксембурзького.
У 1408 році Збіґнєв з Бжезя очолив польське військо, яке було відправлене на допомогу великому князю литовському Вітовту, котрий воював із Великим князівством Московським.
Під час Ґрюнвальдської битви у 1410 році Збіґнєв з Бжезя командував 34-ю хоругвою коронного маршалка.
У 1413 році він брав участь у підписанні акту Городельської унії між Польщею та Великим князівством Литовським.

## Дружини та діти
Збіґнєв з Бжезя був двічі одружений. Його першою дружиною була Ганна, походження якої невідоме. Діти від першого шлюбу:
- Миколай Лянцкоронський з Бжезя (пом. 1462), маршалок надвірний коронний (1425-1434), підстолія краківський (1435), великий маршалок коронний (1440-1462), староста сондецький, віслицький і ново-корчинський.

Близько 1420 року вдруге одружився з Ганною з Тенчина (пом. 1445/1451), дочкою підстолія краківського і каштеляна Войницкого Анджея з Тенчина (пом. після 1414) і Ганни з Горая. Діти від другого шлюбу:
- Ян Лянцкоронський з Бжезя (пом. 1451), маршалок надвірний коронний (1448-1451)
- Збіґнєва, чоловік — Лукаш з Слупса